# Кріпак Нестор Іванович
Кріпак Нестор Іванович (27 жовтня 1892, Лебедин, Лебединський повіт, Харківська губернія, Російська імперія — до 1925, Щепіорно, Польща) — підполковник Дієвої Армії УНР.

## Біографія
Народився у місті Лебедин Лебединського повіту Харківської губернії Російської імперії.
Останнє звання у російській армії — поручик.
У 1920–1921 роках — командир 1-го збірного куреня 4-ї Сірожупанної бригади 2-ї Волинської дивізії Армії УНР. Був поранений у праву ногу.
Помер та похований у таборі Щепіорно у Польщі.